# Belonesox belizanus
Belonesox belizanus, tên thông thường là top minnow, là loài cá nước ngọt duy nhất thuộc chi Belonesox trong họ Cá khổng tước. Loài này được mô tả lần đầu tiên vào năm 1860.

## Từ nguyên
Tên chi Belonesox của loài cá này được ghép từ 2 âm tiết trong tiếng Hy Lạp, belone ("kim khâu") và esox ("ngọn giáo"), mang ý nghĩa ám chỉ phần mõm nhọn của chúng. Rudolf Kner đã phát hiện loài cá này lần đầu tiên tại Belize, và tên của quốc gia này đã được đặt làm danh pháp cho nó (belizanus).

## Phạm vi phân bố
B. belizanus có phạm vi phân bố ở Trung Mỹ, và sau này được ghi nhận ở Bắc Mỹ. B. belizanus được phân bố trải dài từ hệ thống sông Rio Antigua ở bang Veracruz, Mexico và bang Yucatan, về phía nam đến các nước Guatemala, Belize, Honduras và Nicaragua. Loài cá này đã được du nhập vào quận Miami-Dade, Florida (Hoa Kỳ) vào năm 1957, khi một đàn B. belizanus có nguồn gốc từ Progreso, Yucatán được thả vào một con kênh gần Homestead, và từ đó B. belizanus đã xuất hiện rộng khắp khu vực.

## Môi trường sống
B. belizanus sống được ở cả vùng nước lợ và nước ngọt. Loài cá này đã được tìm thấy trong các con sông chảy chậm, ao hồ, kênh mương tưới tiêu (đối với Florida), trong vùng nước của các khu rừng ngập mặn và đầm lầy, và trong các vịnh hẹp.

## Mô tả
Cá cái của loài B. belizanus có chiều dài cơ thể lớn nhất được ghi nhận là 20 cm; ở cá đực, chiều dài cơ thể lớn nhất được ghi nhận là 15 cm. Bộ hàm thuôn dài tạo nên phần mõm nhọn đặc trưng của chúng. Hàm dưới của B. belizanus dài hơn hàm trên và hếch lên. Chúng có đôi mắt lớn. Cơ thể thon dài, màu ô liu hoặc nâu nhạt, ánh kim màu lục nhạt với những đốm đen nhỏ ở hai bên lườn; bụng có màu vàng trắng nhạt hơn. Có một đốm đen lớn ở gốc vây đuôi; vây đuôi bo tròn.